# Chaos (Sailor Moon)
Chaos (カオス?, Kaosu) è un personaggio della serie di anime e manga Sailor Moon di Naoko Takeuchi, che appare nella quinta serie animata e nell'ultima saga del manga, detta Stars, come nemico finale della serie.
 La sua storia presenta enormi differenze tra la versione cartacea e l'anime:  nel primo egli è colui che ha inviato tutti gli antagonisti (da lui definiti suoi alter ego) delle serie precedenti alla ricerca della luce del Cristallo d'argento. Nell'anime questa definizione scompare e Chaos diviene un antico nemico, sconfitto da Galaxia ai tempi delle Sailor Wars.

## Il personaggio
Nel manga Chaos presenta sé stesso come "una stella mancata" che non è riuscita a lasciare il Galaxy Cauldron in cui è nato, e come il dominatore delle stelle delle tenebre, ossia di tutti i nemici affrontati da Sailor Moon (che egli descrive come suoi fratelli ed alter ego) da lui mandati per ottenere il Cristallo d'Argento Illusorio. L'obiettivo di Chaos non è solo quello di diventare una stella completa,  ma di essere l'astro più potente dell'universo e di dominare la Galassia al posto del Cauldron assorbendo in sé il potere della Luce detenuto da Sailor Moon. Non ha una forma vera e propria, ma nel finale del manga appare come una massa nera amorfa con tre occhi luminosi.
Nell'anime non è spiegata la sua origine e viene semplicemente indicato come un'entità malvagia, nemica delle guerriere Sailor fin dai tempi più remoti. Da notare che quando Galaxia viene purificata si vede dal suo corpo uscire una strana nube nera (molto probabilmente Chaos stesso).
Nell'ultimo arco del manga si scopre che Chaos (al fine di portare da lui Sailor Moon e di impadronirsi del suo potere pur di poter nascere) ha attirato a sé l'ambiziosa guerriera Sailor Galaxia spingendola a desiderare il potere, fino a farle attaccare i pianeti dove risiedono le altre combattenti Sailor e rubandone i Sailor Crystal. Scoperta la verità, Sailor Moon riesce infine a purificarlo con "Silver Moon Crystal Eternal Power" all'interno del Galaxy Cauldron (morendo), ma (come detto da Sailor Cosmos, vera forma della misteriosa bambina di nome ChibiChibi) viene lasciato intendere che esso ritornerà nella forma di Sailor Chaos un giorno, in quanto ogni stella che non nasce ha diritto a scegliere la propria strada, se reincarnarsi in una nuova vita o continuare a portare a termine la vita corrente (e quindi la propria nascita). È implicito tuttavia che Sailor Cosmos, tornando nel futuro dopo il suo incontro con Sailor Moon nel passato e avendo compreso quale fosse l'azione giusta da compiere, otterrà la vittoria con la stessa modalità del suo sé passato, ovvero sconfiggerà Sailor Chaos purificandola e ridando la vita a tutto l'universo tramite il Galaxy Cauldron ancora una volta. 
Nell'anime viene narrato che Chaos fu sconfitto al termine delle Sailor Wars (tradotto in Guerre delle Sailor nel doppiaggio italiano) dalla leggendaria combattente Sailor Galaxia, la quale lo sigillò dentro di sé per salvare la galassia, venendo però a poco a poco completamente corrotta dal potere malefico della creatura, diventando potentissima e quasi imbattibile. Nell'ultimo episodio della quinta serie Sailor Moon, privata di qualunque arma, riuscirà a fare appello al "raggio di speranza" (in originale Kibou no hikari lett. luce di speranza), l'ultima parte di Galaxia rimasta incorrotta per liberarla da Chaos. 
 Nel dialogo finale con la ex-nemica, alla domanda di Galaxia "Dove è andato ora Chaos?" Usagi risponde che è "tornato nella sua dimora" spiegando poi che egli si trova nel cuore di tutti gli esseri viventi, i quali (però) possono sempre fare appello al raggio di speranza dentro di loro, lasciando intendere che il raggio della speranza inteso come ChibiChibi, è solo una delle forme di tale potere in grado di sconfiggerlo.

## Trasformazioni e aspetti

### Sailor Chaos
Sailor Chaos (セ-ラ-カオス) è la guerriera generata da Chaos divenuto Stella Chaos, che combatterà nel futuro contro Sailor Cosmos la quale nel manga racconterà di essersi rifiutata di distruggerlo prima della nascita dal calderone delle stelle, poiché la distruzione di quest'ultimo avrebbe portato all'impossibilità di nascita di nuove stelle. È citato solo nel manga. È proprio Sailor Cosmos che lo racconta a Sailor Moon: Chaos difatti, nel momento stesso in cui Eternal Sailor Moon si trova dinnanzi al cauldron, si sta fondendo con il cauldron stesso e sta per divenire una stella, ovvero Sailor Chaos.. Sailor Cosmos, non riuscendo a sconfiggere Sailor Chaos, assumerà la forma di ChibiChibi e viaggerà indietro nel tempo per convincere Eternal Sailor Moon a distruggere il Galaxy Cauldron.
Nel settimo artbook, il "Material Collection", nella scheda di Galaxia, afferma che quest'ultima, una volta liberatasi dai Galactica Bracelet, diviene Sailor Chaos. Difatti nell'episodio 200, dopo che Galaxia si leva i bracciali, la sua sailor fuku cambia colore e la voce diviene doppia e successivamente il "Raggio di Speranza", ovvero la persona che dona la spada per combattere a Sailor Moon, dice appunto che non era più Galaxia ma il suo corpo era invaso da Chaos, ma non viene in ogni caso detto il nome di Sailor Chaos all'interno dell'anime.
Questo avviene solo nell'anime, nel manga Sailor Galaxia sparisce una volta tolti i bracciali; Sailor Chaos viene raffigurata vagamente da Naoko, ha una specie di pettinatura simile a quella di Sailor Galaxia, con una stella irregolare a 8 punte sul petto che copre tutto il corpo. Al posto dei capelli avvolti con forma di "odango" ha dei serpenti, dei quali due avvolti sulla lunghezza delle braccia. Ha dei capelli che scendono in modo piatto da sotto la capigliatura, si intravede anche un mantello non troppo scuro. Ha una gonna lunga e sulla vita ancora due serpenti.

### Kyaosu
Kyaosu è un servo di Sailor Galaxia che appare solamente nella versione teatrale. Viene descritto come un personaggio impacciato e comico, spesso preso in giro da Sailor Phi, Chi e Theta. Si finge il direttore di un'opera teatrale scolastica in cui prendono parte le guerriere sailor protagonista, e lavora anche come manager delle Three Lights, gruppo di idol la cui vera identità corrisponde alle Sailor Starlights. Indossa una giacca e pantaloni di pelle, rimanendo a petto nudo.
Nella sua forma umana è molto debole, infatti Rei Hino, senza trasformarsi in un senshi, è in grado di sopraffarlo, dopo che aveva cercato di incastrarla. Più avanti, fa un patto con Sailor Moon, promettendole di portarla, insieme alle Sailor Starlights, al Galaxy Cauldron, e di salvare una guerriera dalla morte (che sarà Sailor Mercury).
Dopo la sconfitta di Galaxia, Kyaosu rivela di essere Chaos. I suoi poteri erano sigillati all'intorno di Galaxia, e solo dopo la sua morte, ha potuto abbandonare la debole forma umana che possedeva, e riacquistare i suoi poteri. Verrà distrutto soltanto con un attacco combinato di tutte le guerriere, compresa Galaxia, resuscitata per l'occasione.

### Incarnazioni
Nel manga, i seguenti nemici sono tutti delle incarnazioni di Chaos. Nell'anime non viene specificato, tranne nel caso di Zirconia.
- Queen Metaria
- Death Phantom
- Pharaoh 90
- Queen Nehellenia (manga); Zirconia (anime)
- Sailor Galaxia